# Heinz Beinert
Heinz „Micky“ Beinert (* 6. Oktober 1929 in Berlin-Kreuzberg; † 28. Januar 2018 in Berlin) war haupt- und ehrenamtlich in der Jugendarbeit tätig, vor allem bei der Sozialistischen Jugend – Die Falken. Er arbeitete für den Landesjugendring Berlin später in der Berliner Senatsverwaltung für Jugend im Bereich der Jugendkulturarbeit.

## Leben
Micky Beinert verbrachte nach dem Ende des Zweiten Weltkriegs einige Zeit in Genthin und im Kreis Aachen, wo er am Aufbau des Bundesverbands der Sozialistischen Jugend – Die Falken mitwirkte. 1954 wurde er hauptamtlicher Bezirkssekretär der Falken für den Bezirk Mittelrhein und zog nach Köln. Hier gehörte er zum Kreis der Arbeiterjugendlichen im Umfeld von Georg Jungclas und beteiligte sich an Aktionen zur Unterstützung des algerischen Unabhängigkeitskampfes. Am 26. November 1958 gelang ihm zusammen mit Jungclas und Helmut Schauer ein publicityträchtiger Coup, mit dem die drei auf den Kolonialkrieg Frankreichs in Algerien und auf den algerischen Unabhängigkeitskampf aufmerksam machen konnten. An diesem Tag fand in Bad Kreuznach im Rahmen eines Staatsbesuchs eine Begegnung zwischen Konrad Adenauer und Charles de Gaulle statt. Die drei nutzten diese Gelegenheit, um mit einem mit der FLN-Fahne geschmückten VW-Käfer in den Tross der internationalen Pressevertreter vorzudringen, an die Beinert kurz vor der Verhaftung von ihm und seinen Begleitern noch pro-algerische Flugblätter auf Papier mit dem Briefkopf der Falken überreichen konnte. Aus der kurzen Haft wurden sie auf Intervention von Hans-Jürgen Wischnewski entlassen.
Im April 1965 kehrte Beinert nach Berlin zurück und wurde Sekretär, später Vorsitzender des Berliner Landesverbands der Falken. Von 1972 bis 1979 war Beinert Presse- und Bildungsreferent beim Landesjugendring Berlin und Redakteur der Jugendzeitung „Blickpunkt“. Er gründete die Arbeitsgemeinschaft Bildungsurlaub der Berliner Jugendbildungsstätten, war bis zu seinem Tod Mitglied des Beirats der Kurt-Löwenstein-Jugendbildungsstätte und vertrat die Interessen der Jugend im SFB-Rundfunkrat.
Parallel zu seinem ehrenamtlichen Engagement begann Beinert am 1. April 1972 seine hauptamtliche Tätigkeit als Bildungs- und Pressereferent beim Landesjugendring Berlin und wurde Redakteur der dortigen Jugendzeitschrift „Blickpunkt“. In der Senatsverwaltung für Jugend arbeitete er ab 1980 bis zu seinem Ruhestand 1991 im Bereich Jugendkulturarbeit. Dank seiner Initiative wurde die „JugendKulturService GmbH“ gegründet, die unter anderem den Super-Ferien-Pass, den Familienpass, die Jugendkonzertreihe und vieles mehr organisierte.

## Ehrungen
Am 12. Februar 2002 wurde Beinert als ehrenamtlicher Leiter des JugendKulturService mit dem Verdienstkreuz am Bande des Verdienstordens der Bundesrepublik Deutschland ausgezeichnet.